# 萨牟陀梨
萨牟陀梨（76年—152年）阿梨摩陀国（蒲甘王朝前身）创建者。

## 永录岛起兵
初室利差呾罗国（Srisatra）末年 因为天灾饥荒 致使国家陷入混乱，小历16年（公元94年）室利差呾罗分裂为三支势力骠、干延、缅三家势力纷战不休，后来三家势力都衰落。小历29年（107年）其率南部19村的民众在永录岛起兵，自立为王。

## 国境之患
萨牟陀梨王在位期时，国境之内，西边有一只巨大的魔鸟、东边有凶狠的野猪王、北有飞鼯、西有恶虎时常出来祸害人畜，而几次猎杀都未成功，使得国境之内的人民遭侵害达12年之久，后有位名绍梯的年轻人，用神弓将恶虎、飞鼯、野猪和巨鸟射杀。

## 立婿为储
为感谢绍梯，萨牟陀梨王将王女底里山达戴维许配给绍梯，后由于无子嗣，便立为王储。
| 前任： － | 阿梨摩陀国君主 107年-152年 | 繼任： 罗西姜 |